# Akkaynar
Akkaynar (kazakiska: Aqqaynar) är en ort i Kazakstan.   Den ligger i oblystet Almaty, i den sydöstra delen av landet, 1 000 km söder om huvudstaden Astana. Akkaynar ligger 985 meter över havet och antalet invånare är 2 754.
Terrängen runt Akkaynar är platt åt nordväst, men åt sydost är den kuperad. Terrängen runt Akkaynar sluttar norrut. Runt Akkaynar är det mycket glesbefolkat, med 7 invånare per kvadratkilometer. Det finns inga andra samhällen i närheten. Trakten runt Akkaynar består i huvudsak av gräsmarker.